# BattleTech (jeu vidéo, 2018)
BattleTech est un jeu de tactique au tour par tour de Mechs, développé par Harebrained Schemes et édité par Paradox Interactive. Il a été financé en 2015, via une campagne Kickstarter à hauteur de 2 785 537 dollars.

## Accueil
- Canard PC : 7/10[3]
- Jeuxvideo.com : 15/20[4]